# 7209 Cyrus
7209 Cyrus eller 3523 P-L är en asteroid i huvudbältet som upptäcktes den 17 oktober 1960 av den nederländsk-amerikanske astronomen Tom Gehrels och det nederländska astronomparet Ingrid van Houten-Groeneveld och Cornelis Johannes van Houten vid Palomarobservatoriet. Den är uppkallad efter den persiske kungen Kyros II.
Asteroiden har en diameter på ungefär 6 kilometer.